# Melitaea monilataeformis
Melitaea monilataeformis är en fjärilsart som beskrevs av Ruggero Verity 1919. Melitaea monilataeformis ingår i släktet Melitaea och familjen praktfjärilar. Inga underarter finns listade i Catalogue of Life.